# Ајтинг
Ајтинг (њем. Eitting) општина је у њемачкој савезној држави Баварска. Једно је од 26 општинских средишта округа Ердинг. Према процјени из 2010. у општини је живјело 2.392 становника. Посједује регионалну шифру (AGS) 9177116.

## Географски и демографски подаци
Ајтинг се налази у савезној држави Баварска у округу Ердинг. Општина се налази на надморској висини од 449 метара. Површина општине износи 35,6 km². У самом мјесту је, према процјени из 2010. године, живјело 2.392 становника. Просјечна густина становништва износи 67 становника/km².